# Peperomia huantana
Peperomia huantana är en pepparväxtart som beskrevs av William Trelease. Peperomia huantana ingår i släktet peperomior, och familjen pepparväxter. Utöver nominatformen finns också underarten P. h. enenyasana.